# Jollonoaivi
Jollonoaivi är ett berg i Finland. Det ligger i Enontekis i landskapet Lappland, i den norra delen av landet, 1 000 km norr om huvudstaden Helsingfors. Toppen på Jollonoaivi är 1 012 meter över havet.
Terrängen runt Jollonoaivi är huvudsakligen lite kuperad.  Trakten runt Jollonoaivi är nära nog obefolkad, med mindre än två invånare per kvadratkilometer. Närmaste större samhälle är Kilpisjärvi, 19,7 km väster om Jollonoaivi. Omgivningarna runt Jollonoaivi är i huvudsak ett öppet busklandskap.